# Ecce Ancilla Domini
Ecce Ancilla Domini (Llatí: "Heus aquí la serventa del Senyor"), o L'Anunciació, és una pintura d'oli de l'artista anglès prerafaelita Dante Gabriel Rossetti, pintada el 1850 i actualment a la Tate Britain de Londres. El títol llatí és un cita d'un text de la Vulgata del primer capítol de l'Evangeli segons Lluc, descrivint l'Anunciació, on Maria accepta el missatge portat per l'àngel Gabriel que donarà a llum al Nen Jesús, fill de Déu.

## Història
Rossetti va utilitzar deliberadament una gamma de colors limitada per aquesta pintura a l'oli. El predomini del blanc, símbol de la virginitat, es complementa amb el blau vibrant (un color associat amb Maria, encara que no s'utilitza sobretot en el seu La infantesa de Maria de 1849) i el vermell, per la sang de Crist. Els lliris són tradicionalment el símbol de la puresa de Maria en l'art del renaixement italià, però també es consideren les flors fúnebres, indicativa de la mort de Crist.
Christina Rossetti va posar per Maria però, com les seves feines de model de l'any anterior, el seu germà va alterar el seu color de pèl.
Aquesta pintura va rebre crítiques mixtes. La ruptura més evident amb la tradició va ser l'elecció de Rossetti de col·locar a Maria al llit - la seva llarga camisa de dormir suggereix una núvia acabada de casar - despertada per l'àngel, que normalment es representa apareixent quan Maria està pregant. També van ser controvertida la falta de les ales de Gabriel (les flames als seus peus suggereixen una influència clàssica) i la seva evident nuesa, s'albira a través del costat de la seva túnica. Cal considerar també el nimbe del colom, i les diferències amb els de Maria i Gabriel, que podien haver sorgit perquè Maria va ser pintat en 1850, mentre que Gabriel no es va afegir fins a 1853.

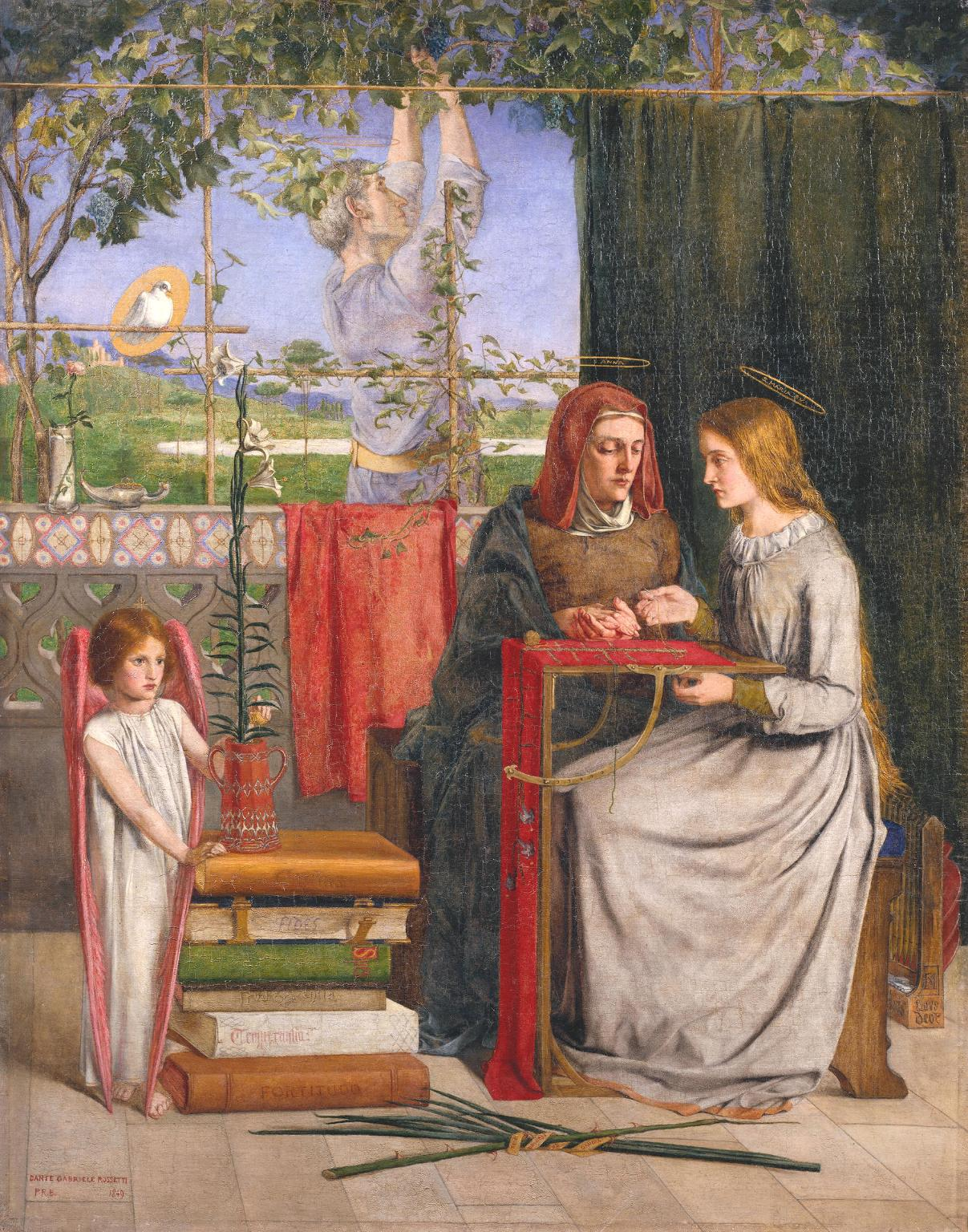
La infantesa de Maria per Rossetti (1849), Tate Gran Bretanya.

La pintura va ser exposada per primer cop l'abril de 1850 al Old Portland Gallery de Regent Street. Francis McCracken, un conegut patró prerafaelita, el va comprar el 1853 per 50£ i la Tate Gallery el va adquirir el 1886. El febrer de 2013 no estava en exposició.